# Movimiento al Socialismo (1982)
El Movimiento al Socialismo, abreviado como MAS fue un partido político argentino de izquierda fundado por Nahuel Moreno y Luis Zamora en 1982 como un sucesor del Partido Socialista de los Trabajadores, que había sido proscrito por la dictadura cívico-militar tras el golpe de Estado de 1976.
Tras la recuperación de la democracia, en 1983, el MAS comenzó siendo una fuerza electoral de importancia marginal, logrando solo 42.500 votos (0.28%) con la fórmula Luis Zamora-Silvia Díaz en las primeras elecciones presidenciales. Sin embargo, a partir de las siguientes elecciones legislativas adquirió mayor importancia, logrando el 2.25% con el "Frente del Pueblo" (en alianza con el Partido Comunista y el Partido de la Liberación), si bien no obtuvo representación en la Cámara. Tras la disgregación del Frente, en 1987 obtuvo por sí solo el 1.40% de los sufragios.
Ese mismo año, el MAS llegó a un acuerdo con el Frente Amplio de Liberación, compuesto por el Partido Comunista y la Izquierda Democrática Popular, de Néstor Vicente, para fundar la coalición Izquierda Unida, que participó en las elecciones presidenciales y legislativas de 1989 con una lista única. La candidatura presidencial se definió mediante una primaria abierta, la primera de la historia argentina, en la que Vicente derrotó a Zamora por un estrecho margen. En virtud del acuerdo de la coalición, Zamora accedió de este modo a la fórmula presidencial de todas formas como compañero de Vicente.
En los comicios presidenciales de 1989, la fórmula Vicente-Zamora obtuvo el 2.44% de los votos y un representante en el Colegio Electoral, en la provincia de Mendoza. En las elecciones legislativas, superó el medio millón de votos y Luis Zamora fue elegido diputado en la provincia de Buenos Aires para el período 1989-1993, siendo la primera vez que una alianza de izquierda llegaba a la Cámara de Diputados desde la recuperación de la democracia. En la Cámara de Diputados de la Provincia de Buenos Aires también consiguió una representante, Silvia Díaz.
Sin embargo, el partido sufría luchas internas y deserciones desde la muerte de Moreno en 1987, y poco después de ser electo Zamora abandonó el partido. El MAS sufrió varias fragmentaciones, surgiendo así antes de las elecciones de 1989 el Partido de los Trabajadores Socialistas en 1988 y luego el Movimiento Socialista de los Trabajadores en 1992, Convergencia Socialista, el Frente Obrero Socialista, la Liga Socialista Revolucionaria y la Unión Socialista de los Trabajadores. Con el tiempo las fracturas siguieron en los partidos surgidos a partir de fracturas del MAS surgiendo nuevos grupos como Izquierda Socialista e Izquierda de los Trabajadores. Izquierda Unida se disolvió en 1991.
En 1995 formó una alianza con el Partido de los Trabajadores Socialistas (una de las escisiones del MAS) y presentaron la fórmula Alcides Christiansen-José Montes en las elecciones presidenciales de ese mismo año, obteniendo tan solo el 0.16% de los votos.
Recién en 2003 un grupo de exmilitantes del eclosionado MAS se reagruparon para fundar un nuevo partido, el Nuevo Movimiento al Socialismo (Nuevo MAS), que perdura hasta la actualidad.

## Elecciones presidenciales
| Elección | Fórmula              | Fórmula        | Votos   | %    | Resultado   | Nota               |
| Elección | Presidente           | Vicepresidente | Votos   | %    | Resultado   | Nota               |
| -------- | -------------------- | -------------- | ------- | ---- | ----------- | ------------------ |
| 1983     | Luis Zamora          | Silvia Díaz    | 42.500  | 0,28 | No elegido. |                    |
| 1989     | Néstor Vicente       | Luis Zamora    | 409.250 | 2,44 | No elegido. | Izquierda Unida    |
| 1995     | Alcides Christiansen | José Montes    | 27.643  | 0,16 | No elegido. | Alianza con el PTS |
| 1999     |                      |                |         |      |             | No se presentó.    |